# Heteroderes azoricus
Heteroderes azoricus é uma espécie de insetos coleópteros polífagos pertencente à família Elateridae.
A autoridade científica da espécie é Tarnier, tendo sido descrita no ano de 1860.
Trata-se de uma espécie presente no território português.